# Преодоление прошлого

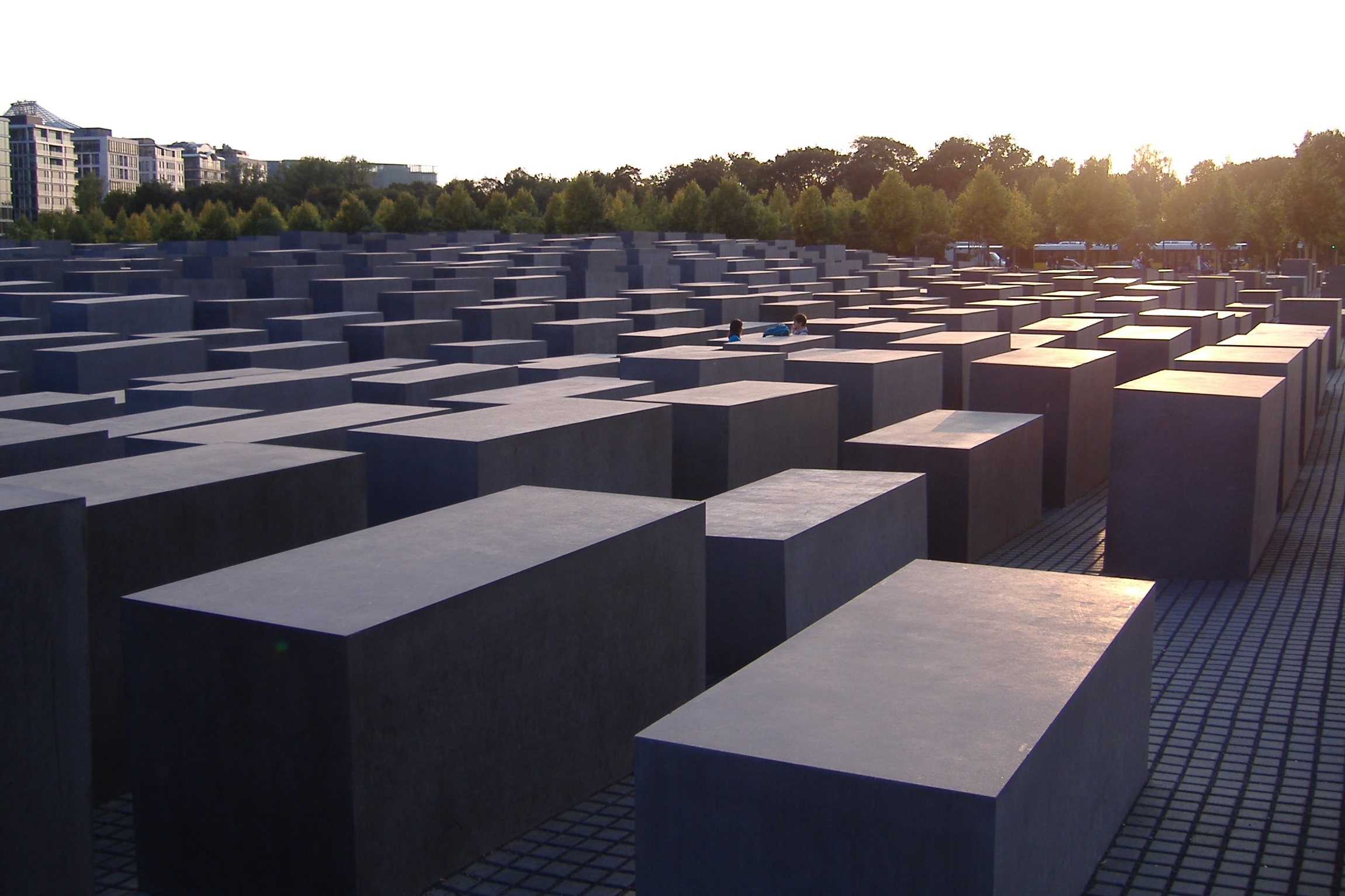
Мемориал жертвам Холокоста в Берлине

Преодоление прошлого — политика новых демократических государств в отношении восприятия населением их прошлого.
Вопрос о том, как народы должны расставаться со своим тяжёлым прошлым, является одним из важнейших вопросов нашего времени. Эту проблему пришлось решать целому ряду стран в разных частях света: Германии после разгрома «нацистской Германии», Греции после падения режима «чёрных полковников», Испании после смерти Франко, Чили, Аргентине, Уругваю, Сальвадору, Эфиопии, Камбодже и всем посткоммунистическим государствам Центральной и Восточной Европы. Она исследуется во множестве книг и статей, написанных главным образом политологами, юристами и правозащитниками, которые рассматривают эту проблему прежде всего как составную часть процесса перехода от диктатуры к устойчивой демократии, или правосудия переходного периода.
Чаще всего требования серьёзного пересмотра прошлого исходят от групп, находившихся в оппозиции ещё до крушения старого режима и продолжающих добиваться последовательного отказа от старых институтов и традиций после падения диктатуры.
Среди главных пунктов подобных требований — реабилитация жертв, открытие исторической правды, поимённое выявление и наказание ответственных. Опыт переосмысления прошлого стал необходимой составной частью укрепления демократических институтов и демократической культуры в странах, недавно перешедших к демократии. Специальные комиссии — примирительные, или «комиссии правды», — в странах Латинской Америки, а также в ЮАР и Марокко занимаются изучением нарушений прав человека и действий государственных репрессивных органов в периоды диктатуры. Для Европы, включая постсоциалистические страны, образцом служит немецкий опыт денацификации и «преодоления прошлого».
В немецком языке в этой связи регулярно употребляются два слова: Geschichtsaufarbeitung и Vergangenheitsbewältigung. Их можно перевести как «преодоление прошлого», «осмысление прошлого», «переработка прошлого», «борьба с прошлым», «сопротивление прошлому», «противостояние прошлому», «расчёт с прошлым». В Германии преодоление национал-социалистического прошлого началось с юридических мероприятий: наказания виновных в преступлениях против человечности и военных преступлениях и реабилитации жертв нацизма. За этим последовало историческое исследование нацистской Германии. «Преодоление прошлого» было начато победившими Германию государствами (прежде всего, США и Великобританией), которые стремились правовым путём свести к минимуму возможность повторения случившегося, а также понять причины совершенных преступлений и документировать их. Преодоление нацистского прошлого стало важнейшей частью национальной и культурной самоидентификации современных немцев.
В различных странах после перехода к демократии часто звучали требования завершить общественную дискуссию об исторической памяти, подвести черту под прошлым. В Польше, например, такой курс ассоциировался с так называемой «жирной итоговой чертой», на подведении которой настаивало первое демократическое правительство Тадеуша Мазовецкого. В качестве аргументов сторонники подобной политической линии ссылаются, как правило, на необходимость сохранить гражданский мир и целостность национального сознания, а также на приоритет построения светлого будущего по отношению к преодолению темного прошлого. Но пока ещё живы жертвы и палачи, в социальном дискурсе всегда присутствует их взаимная неприязнь.

## Различные типы отношения к прошлому
На основании накопленного на сегодняшний день политического опыта можно выделить несколько типичных реакций, характеризующих государственное отношение к прошлому в государствах, перешедших к демократии:
1. Проведение политических чисток с широким применением насилия в отношении коллаборационистов с прошлым режимом: Франция, Югославия и Албания после Второй мировой войны.
2. Преодоление прошлого с использованием правовых методов, включая политические чистки: денацификация Германии и Австрии после Второй мировой войны, люстрация в Чехии, Польше, Венгрии, Румынии, странах Прибалтики после падения коммунистических режимов.
3. Компенсации жертвам репрессий, в том числе живущим в других странах: Германия и Австрия после 1945 года (смотрите статью Компенсации жертвам Холокоста), Россия (Закон РФ «О реабилитации жертв политических репрессий» № 1761-1 от 18.10.1991 г.).
4. Обеспечение компромисса между судебными преследованиями и политическими санкциями: ЮАР после краха режима апартеида.
5. Амнистирование и помилование лиц, ответственных за преступления прежнего режима: Германия в 1950-е годы, Чили в 1980-90-е годы.
6. Игнорирование и замалчивание: Испания после диктатуры Франко («Пакт о забвении»), в определенной степени Россия, Белоруссия, Казахстан, Туркменистан после 1991 года.

Различные меры могут сочетаться друг с другом или сменять друг друга в разные исторические периоды.
Так, в Испании после смерти Франко сначала было принято консолидированное решение всех политических сил в пользу «забвения и прощения», но затем стало ясно, что это не помогло залечить раны гражданской войны и диктатуры, и поэтому сегодня в испанском обществе нарастает потребность сформулировать ответы на вопросы прошлого.
В Аргентине и Чили сразу после перехода к демократии были созданы комиссии, призванные изучить и оценить масштабы политического насилия и нарушения прав человека. В некоторых странах подобные комиссии не увязывали воспоминания и наказания друг с другом — если виновные в преступлениях открыто сознавались в прежней деятельности, то у них появлялся шанс избежать судебного преследования, и наоборот: если они скрывали свои деяния, то такое преследование могло начаться. Тем самым поощрялось публичное раскаяние. Наиболее полно данный принцип использовался в Южной Африке после упразднения апартеида.

## Страны Центральной Европы
В Чехословакии до её распада в 1993 г. два крупных функционера были осуждены за участие в подавлении демонстраций против социалистического строя в 1988 г. и в начале 1989 г. В 1993 году принятый в Чешской Республике «Акт о противозаконном характере коммунистического режима» снял ограничения на судебное преследование тех преступлений, которые при власти коммунистов оставались безнаказанными «по политическим соображениям». Было учреждено специальное Бюро по документации и расследованию преступлений коммунизма, а ещё раньше в том же году были выдвинуты обвинения против 3 бывших лидеров Коммунистической партии Чехословакии за их содействие вторжению войск Варшавского договора в 1968 году.
В Польше Войцех Ярузельский оказался под следствием за приказ уничтожить протоколы заседаний политбюро, а позже против него выдвинули обвинение в причастности к расстрелу рабочих демонстраций в городах балтийского побережья в 1970—1971 годах. Некоторые высшие должностные лица были также обвинены в гибели бастовавших рабочих в период военного положения 1981—1983 годов.
После объединения Германии пограничники ГДР, охранявшие границу с ФРГ, были преданы суду и осуждены за стрельбу в людей, пытавшихся незаконно пересечь государственную границу. Последний социалистический лидер страны Эгон Кренц был осужден на 6,5 лет тюремного заключения за причастность к политике «стрельбы на поражение», практиковавшейся на границе. Вместе с ним были осуждены и несколько других руководителей ГДР.
В Венгрии парламент сначала принял закон, который, как и в Чехии, отменял ограничения на судебное преследование за доносы, убийства и массовые казни, совершённые при социалистическом строе, но конституционный суд страны отменил этот закон на том основании, что он имеет обратную силу. После этого был принят закон «О преступлениях, совершённых во время революции 1956 года», который применял к событиям 1956 года положения международного уголовного права о военных преступлениях и преступлениях против человечества.
Германия сделала досье Штази доступными для любого, кто желает с ними ознакомиться. В досье упоминаются только псевдонимы осведомителей, но граждане могут потребовать раскрытия настоящих имён и формального подтверждения этих сведений. На 1998 г. более 400 тысяч человек ознакомились со своими досье из архивов Штази. Лица, ведающие приёмом на государственную службу, по своему запросу получают резюме документов, хранящихся в досье проверяемого лица, и затем работодатель принимает решение, которое в каждом случае является строго индивидуальным. По меньшей мере две трети лиц, признанных осведомителями органов правопорядка, сохранили свои должности. Кроме того, нанимаемый имеет право обжаловать решение нанимателя в специальных судах по трудоустройству.
Парламент Чехословакии осенью 1991 года принял закон, предусматривающий, что высшие руководители КПЧ, работники, осведомители и так называемые «сознательные сотрудники» службы государственной безопасности должны быть полностью изгнаны с государственной службы. В Чехии этот процесс назвали люстрацией. Однако принятые вначале законодательные положения были настолько жёсткими, а сама процедура настолько несправедливой, что президент Вацлав Гавел публично выразил нежелание подписывать этот закон и Совет Европы выразил своё несогласие с ним. После распада Чехословакии Чешская Республика продолжала начатую политику люстрации, слегка её видоизменив, а Словакия фактически от неё отказалась.
Польский парламент в начале 1998 года принял закон, который обязывает всех людей, занимающих видное положение в государстве, заявлять в момент вступления в выборную должность или назначения на какой-либо государственный пост о своём «сознательном сотрудничестве» (или отсутствии такового) с органами госбезопасности в период с июня 1944 по январь 1990 года. При этом признание факта сотрудничества само по себе не лишает человека права занять государственную должность, но если человек лжёт, утверждая, что такого сотрудничества не было, и его изобличают во лжи, то он лишается права занимать государственные посты в течение десяти лет. Заявления о невиновности должны тайно проверяться специальным люстрационным судом.
По принятому в Венгрии в 1997 г. закону люстрационная комиссия изучает материалы, относящиеся к деятельности наиболее видных фигур, и обнародует их только в том случае, если запятнавший себя сотрудничеством с органами госбезопасности человек не хочет подать в отставку сам. Однако такое обнародование автоматически не означает обязательную отставку.
В странах Центральной Европы окончательный выбор отношения к прошлому не сделан, и подходы к нему постоянно меняются.
Например, в Польше и Чехословакии национальные комиссии по расследованию преступлений прошлого сосредоточили своё внимание на событиях 1981 и 1968 годов соответственно. В обоих случаях акцент ставился на взаимоотношениях этих стран с СССР — выяснялось, кто «попросил» Советскую армию вторгнуться в Чехословакию в августе 1968 года и кто несёт ответственность за введение военного положения в Польше в 1981 году. В Венгрии официальные расследования также были сосредоточены на революции 1956 года и советском вторжении, в результате которого она была подавлена. 

## Россия

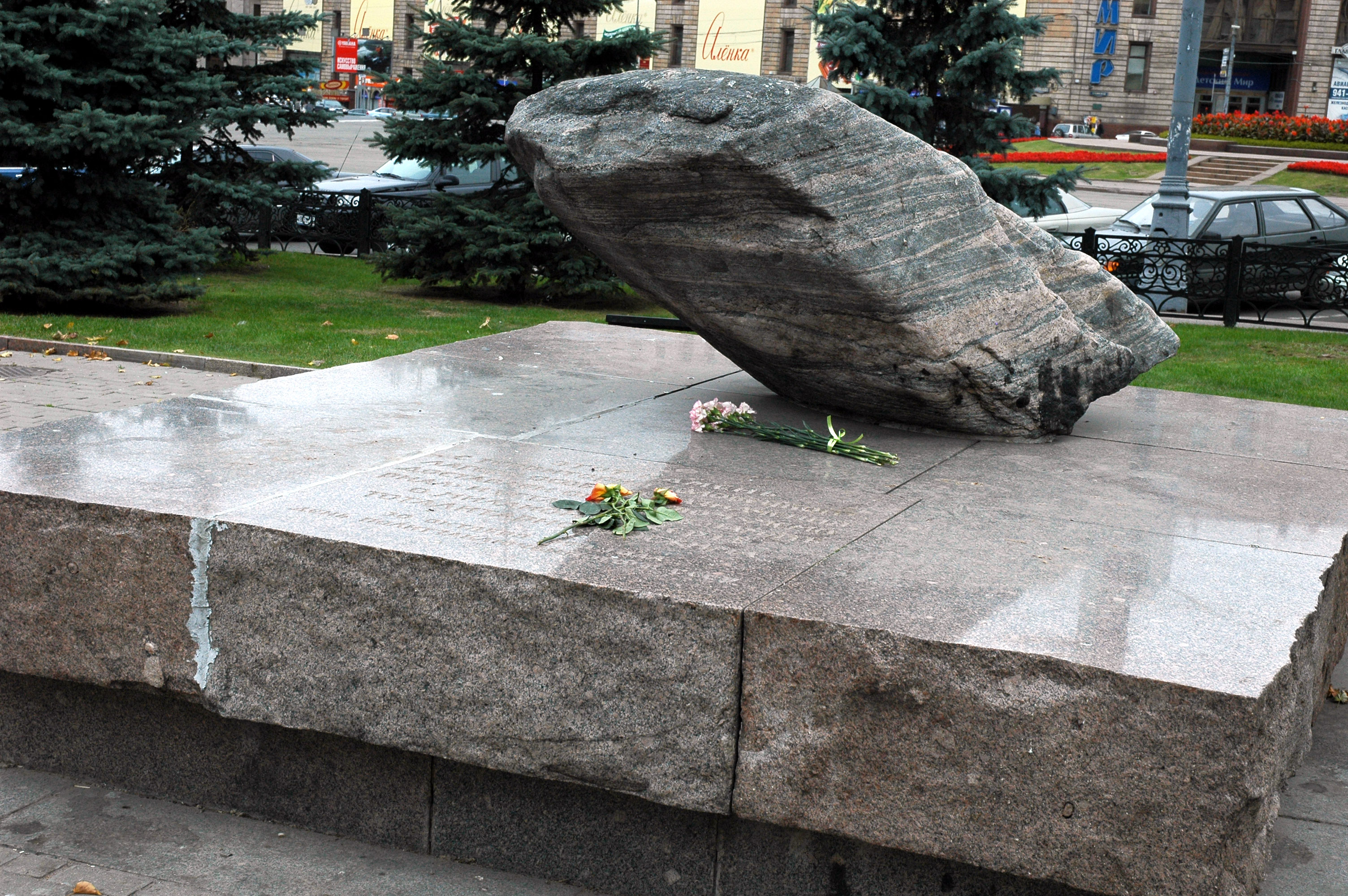
Памятник жертвам политических репрессий в СССР: камень с территории Соловецкого лагеря особого назначения, установленный на Лубянской площади в День памяти жертв политических репрессий, 30 октября 1990 г. Фото 2006 г.

В общественном дискурсе России наблюдаются несколько отчетливых позиций в отношении истории, которые представлены различными политическими и общественными силами:
— Позиция максимальной открытости и дискуссионности, которую представляют общество «Мемориал» и ряд других правозащитных организаций, часть академического сообщества и общественности в целом, выступающие за свободное обсуждение самых острых исторических тем, в том числе в рамках международного диалога.
— Релятивистская позиция, в соответствии с которой события прошлого могут трактоваться произвольно, а история предстает в виде сырья для всевозможных фальсификаций, и поэтому, как говорит Леонид Радзиховский, «тратя силы на споры о вопросах XX века, вы не ответите на вызовы века XXI».
— Инструментально-охранительная позиция, наиболее ярко выраженная руководителем администрации Президента Российской Федерации Сергеем Нарышкиным, который заявил, что возглавляемая им Комиссия по противодействию попыткам фальсификации истории в ущерб интересам России станет «организующим началом по обеспечению защиты нашей собственной истории от недобросовестных попыток её искажения».
1 февраля 2011 года Рабочая группа по исторической памяти при Совете при Президенте РФ по развитию гражданского общества и правам человека передала Президенту РФ Общенациональную государственно-общественную программу «Об увековечении памяти жертв тоталитарного режима и о национальном примирении». Эта программа вызвала яростную критику со стороны сторонников КПРФ и ряда иных граждан, которые считают, что она направлена «на раскол общества и провокацию начала гражданской войны в России». Программу также критиковали член Совета при Президенте РФ по развитию гражданского общества и правам человека Эмиль Паин, телеведущий Алексей Пушков за то, что она не способствует национальному единству.
В докладе Фонда Карнеги об оценке роли Сталина в современной России (2013) отмечается, что результаты десталинизации и попытки переосмысления исторического опыта оказались незначительными.

## Другие постсоветские государства
В странах Балтии и Грузии, начиная с обретения независимости, а фактически ещё раньше, проводится последовательная политика критики советского прошлого. Монументы политическим деятелям советской эпохи демонтированы или перемещены в непубличные места, открыты музеи, где советский период рассматривается как оккупационный.
На Украине в период независимости отношение властей к мероприятиям, связанные с критическим осмыслением советского прошлого, выражалось в том, что при сохранении большинства памятников, музеев и топонимов советской эпохи власти в целом не препятствовали местным инициативам, в особенности в западной части Украины, по переименованию улиц и населённых пунктов, а также увековечению памяти лиц, участвовавших в вооружённой борьбе против Советской России и СССР. Политика резко изменилась с 2014 г. В 2015 г. было принято законодательство о декоммунизации, предусматривающее мероприятия по демонтажу памятников и переименованию улиц и населённых пунктов. После нападения России на Украину в 2022 году декоммунизация резко ускорилась, к ней присоединилась «деколонизация», были переименованы сотни населённых пунктов и улиц, названных в честь русских или советских деятелей или на русском языке, снесено множество советских мемориалов и памятников советским и русским деятелям.